# Panrussismus
Als Panrussismus wird eine von Konstantin Pobedonoszew (1827–1907) zurückgehende, nationalistisch verengte Sonderform des Panslawismus bezeichnet. Pobedonoszew war Weltgeistlicher der Russisch-Orthodoxen Kirche, Staatsrechtler, Lehrer des späteren Zaren Alexander III. und nach dessen Thronbesteigung Senator und Ober-Prokurator des Heiligen Synod und damit Oberhaupt der Kirche.

## Ideologie
Entsprechend der (vermeintlichen) Logik, dass das Wesen der slawischen Seele Rechtgläubigkeit (Orthodoxie) sei, setzte er slawisch und/oder orthodox mit russisch gleich. Resultat war eine seit 1881 staatlich geförderte Russifizierungs- und Unterdrückungspolitik vor allem gegen Polen und Juden, aber auch nicht-orthodoxe Russen und nichtrussische Orthodoxe.

## Zusammenhang mit Panslawismus
Der einstige Slawophile Michail Katkow (1818–1887) zählte nach 1860 zu dieser Richtung.
Konstantin Leontjew (1831–1891) bemühte sich daher auch um eine Einbindung der orthodoxen Griechen in den Panslawismus bzw. Panrussismus. Doch Panslawismus ist nicht allein orthodox-fundamentalistisch, sondern steht auch im Zusammenhang mit russischem Nationalismus und antiwestlicher Tradition auf dem Balkan.

## Panmongolismus bzw. Eurasismus
Damit verbundene, andere antiwestliche Haltungen werden auch von atheistischen Eurasiern (z. B. Bolschewiken, aber auch ihren Gegnern) oder Panmongolisten begrüßt. Diese sehen die Identität und Nationalität Russlands weniger durch das Slawentum als durch byzantinische und eurasische Traditionen begründet – genau der Vorwurf übrigens, mit dem nationalistische Polen den Russen umgekehrt das Slawentum absprachen.